# Linia kolejowa Roma – Ancona
Linia kolejowa Rzym-Ankona – linia kolejowa łącząca Rzym z Ankoną nad Morzem Adriatyckim. Przebiega przez pasmo górskie Apeninów, głównie w regionie Umbria, łącząc miasta Terni, Spoleto i Foligno. Linia ma długość 299 km.